# سارا آدلر (بازیگر آمریکایی)
سارا آدلر (انگلیسی: Sara Adler؛ ۲۶ مه ۱۸۵۸ – ۲۸ آوریل ۱۹۵۳) یک هنرپیشه اهل ایالات متحده آمریکا بود. وی بین سال‌های ۱۸۶۶ تا ۱۹۲۸ میلادی فعالیت می‌کرد.